# Igreja de Nossa Senhora da Conceição (Monforte)
A Igreja de Nossa Senhora da Conceição, no Alto Alentejo, localiza-se na freguesia, na vila e no município de Monforte, no distrito de Portalegre, em Portugal.

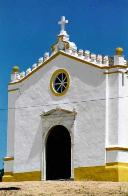
Igreja de Nossa Senhora da Conceição: exterior.

Encontra-se classificada como Imóvel de Interesse Público desde 1983.

## História
Foi edificada entre os finais do século XVI e começo do século XVII, uma vez que a primeira referência documental que conhecemos desta igreja, diz respeito à Confraria de Nossa Senhora da Conceição (1636. Pouco depois, em 1642 surge o processo documental relativo à instituição de uma capela a Manuel Gil, no interior da Igreja de Nossa Senhora da Conceição, fora dos muros da Vila de Monforte.
Ao longo da sua existência sofreu várias intervenções de reparação e manutenção que se podem agrupar em dois períodos cronológicos:
- 1º período - compreendido entre os anos de 1775 e 1840 foi caracterizado por pequenas reparações e substituição de telhas da sua cobertura.
- 2º período - a partir de 1973, com a reconstrução da cobertura do seu corpo central pela Direcção-Geral dos Edifícios e Monumentos Nacionais – Monumentos do Sul.

Estes trabalhos compreenderam a retirada do telhado em ruínas, a demolição de alvenaria num acrescento da cobertura de anexos, a construção de betão armado em cintas de travação, a construção de esteira de pré-esforçado, incluindo isolamento com produto asfáltico, a reconstrução e reparação de ameias e pináculos, reparação de gárgulas e outras. Estes trabalhos, com o decorrer do tempo revelaram-se prejudiciais para a conservação da cobertura, o que se evidenciou nas inúmeras fissuras que passou a apresentar e no crescente estado de degradação da pintura mural que forra a nave do corpo central.
É local de uma importante cerimónia religiosa realizada anualmente a 8 de Dezembro, à qual se associa uma procissão nocturna. Possui ainda uma confraria religiosa denominada "Confraria de Nossa Senhora da Conceição".

## Características
Apresenta planta no formato rectangular formada por uma capela-mor e corpo central de uma única nave de abóbada de berço.
No seu exterior destacam-se os contrafortes das fachadas laterais e, na sua cobertura, os merlões, o que confere ao conjunto um estilo do gótico tardio ou mudéjar (estilo caracterizado por ornatos de linhas rectas e entrelaçadas).
Internamente apresenta rica decoração que reflecte as várias alterações ocorridas ao longo dos séculos XVII e XVIII. A capela-mor apresenta altar em mármore, colocado em fins do século XVIII. Os altares laterais que se encontram no início do corpo central datam do mesmo período, imitando o mármore em interessantes trabalhos de escaiola (espécie de estuque; gesso). A abóbada da nave central está preenchida por uma pintura mural do século XVII alusiva aos vários episódios da vida de Nossa Senhora, dos Apóstolos e Doutores da Igreja, bem como com diversas cenas naturalistas e ainda uma interessante orquestra celestial. As paredes interiores estão forradas de azulejos datados do século XVII.